# Oligoelement
Un oligooelement en anàlisi química (en anglès trace element) és un element químic d'una mostra que té una concentració mitjana de menys de 100 parts per milió mesurada per compteig d'àtoms o de menys de 100 micrograms per gram.
En bioquímica, els oligoelements es refereixen als minerals de la dieta que es necessiten en molt poca quantitat per al creixement, desenvolupament i fisiologia d'un organisme.
En la geoquímica, un oligoelement és un element químic amb una concentració menor de 1.000 parts per milió (ppm) o 0,1% dins la composició d'una roca. Aquest terme s'utilitza principal per a les roques ígnies. En agricultura, també s'utilitza el terme de oligoelements en els adobs per a referir-se als nutrients que no són nitrogen, fòsfor, potassi, calci i ferro. En l'agricultura biodinàmica es fan servir oligoelements en l'adob- per tal de donar fortalesa a les arrels de les plantes. En hidroponia i en fertirrigació també cal afegir oligoelements en forma soluble.